# Suske en Wiske Museum

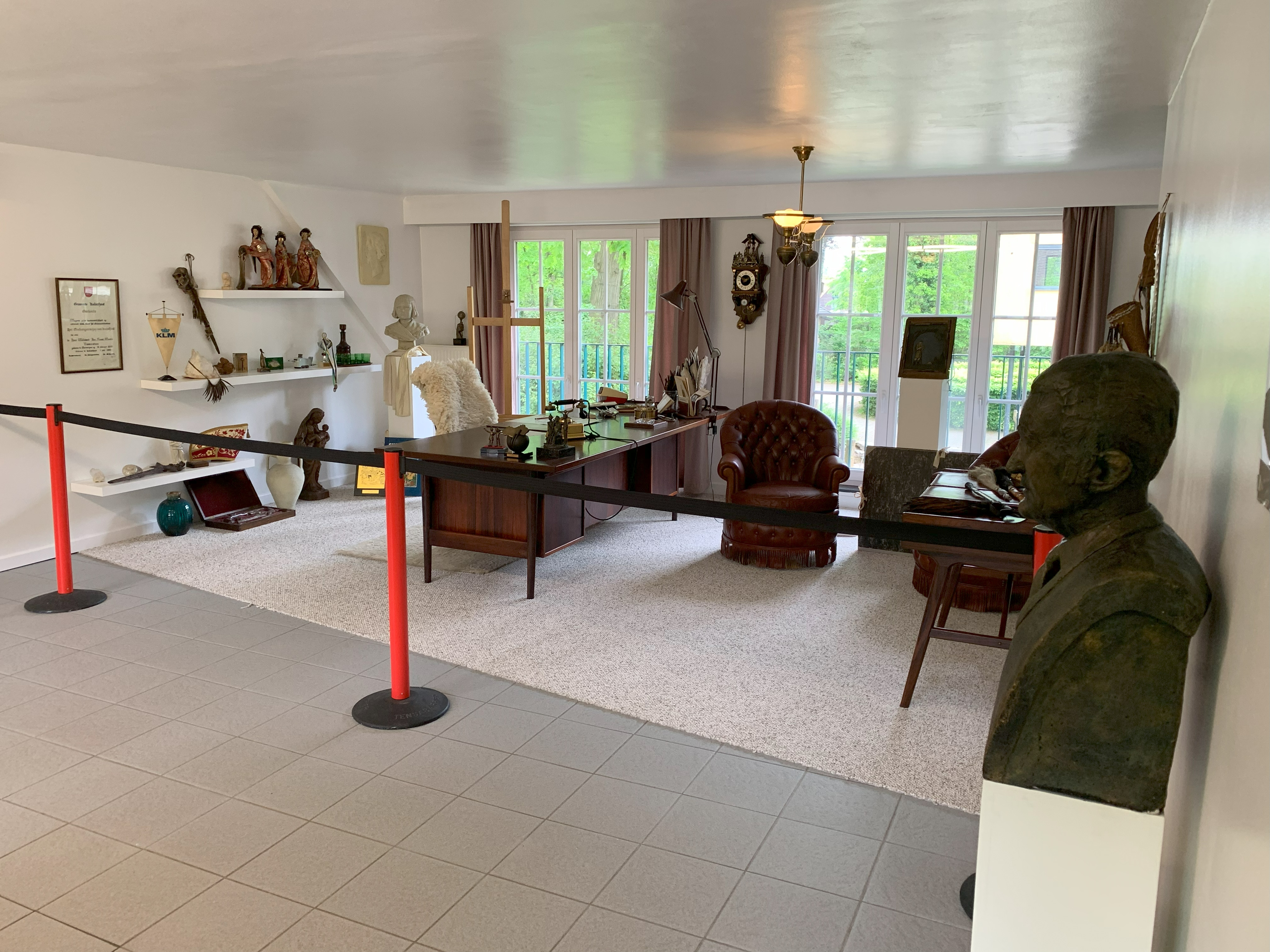
In het voormalig tekenatelier is de werkkamer van Willy Vandersteen nagebouwd met het originele meubilair en originele attributen.

Het Suske en Wiske Museum (voorheen Provinciaal Suske en Wiske-Kindermuseum of Suske en Wiske-Kindermuseum) is een interactief museum gelegen in het Belgische Kalmthout. Het stripmuseum is gewijd aan de stripreeks Suske en Wiske van de Belg Willy Vandersteen. Het museum wordt sinds 1 januari 2025 uitgebaat door Robotland.

## Voorgeschiedenis
Willy Vandersteen wilde graag een museum over de door hemzelf begonnen stripreeks. Hij overleed echter in 1990 voordat hij dat kon realiseren. Na zijn dood werd Vandersteens villa verkocht.
Vandersteens leerling en eerste opvolger als hoofdauteur van de strip, Paul Geerts, wilde een herinneringsmuseum oprichten gewijd aan Willy Vandersteen in diens vroegere villa. Geerts diende in de jaren 90 een voorstel in bij de gemeente Kalmthout, maar er was niet genoeg geld beschikbaar. Hierop diende Geerts een ander voorstel in bij de Provincie Antwerpen. Ook diende de Antwerpse kinderprovincieraad in de jaren 90 een voorstel in om een interactief kindermuseum op te richten. Beide voorstellen versmolten wat leidde tot de oprichting van dit museum.
Vandersteens villa werd gekocht voor 21 miljoen frank (ongeveer € 520.000), waarna de villa werd verbouwd. Architect Werner De Bondt baseerde de verbouwing deels op het werk van Vandersteen.

## Museum (1997-heden)
Op 29 november 1997 opende het museum zijn deuren. Studio Vandersteen was vroeger ook beneden in de villa gevestigd, maar verhuisde na de verbouwing naar de eerste verdieping.
Op 24 november 2007 vierde het museum zijn 10-jarig bestaan. Het museum was aanvankelijk enkel voor scholen bedoeld, maar in 2010 werd er onderzoek gedaan om dat aanbod eventueel uit te breiden.
In juni 2011 sloot het museum tijdelijk zijn deuren voor een renovatie. De renovatie kostte ruim € 700.000. Op 3 maart 2012 werd het museum opnieuw geopend. Het kreeg nu een ruimer aanbod.
Op 1 juli 2018 werd de Bruisende Braderie gehouden, waarna het museum dicht ging voor een grondige renovatie. Deze renovatie nam een jaar in beslag. Tijdens de renovatie stelde het museum vijf kinderen tussen acht en twaalf aan als jeugdambassadeurs om mee te denken over de toekomst van het museum. Op 6 juli 2019 opende het museum opnieuw zijn deuren. De naam van het museum werd gewijzigd naar Suske en Wiske Museum.
Door een staatshervorming is cultuur en jeugd sinds 2018 geen provinciale bevoegdheid meer. De provincie besloot bijgevolg om de uitbating van het museum op 1 januari 2025 stop te zetten. In oktober 2023 werd aangekondigd dat het museum vanaf 1 januari 2025 overgenomen zou worden door Robotland, een plaatselijk attractiepark in Essen. Het Suske en Wiske Museum bleef bestaan.

## Erkenning
In 2013 ontving het museum de MuseumPrijs in de categorie Vlaamse kinderjuryprijs.

## In de stripreeks
Het museum komt zelf voor in de twee verhalen De ongelooflijke Thomas (2000) en Sooi en Sientje (2015).